# Shades of Purple
«Shades of Purple» – дебютний студійний альбом норвезького поп-дуету M2M, що вийшов у США 7 березня 2000 року лейблом Atlantic Records. Він досяг 7 сходинки в чарті Норвегії, 89 в Billboard 200 та 1 в США на діаграмі Top Topseekers. В альбомі присутня композиція «Do not Say You Love Me», яка раніше вийшла як головний саундтрек до м/ф Pokémon: The First Movie в жовтні 1999 року. Ще два сингли "Mirror Mirror" та "Everything You Do"  вийшли упродовж 2000 року.
Альбом отримав позитивні відгуки. Роберт Крістаго дав альбому оцінку «А», похваливши спів дівчат. Майкл Паолетті з Billboard сказав, що альбом «готовий стати саундтреком весни/літа 2000 року». «Shades of Purple» було продано понад 1,5 мільйон одиниць в усьому світі. Альбом був представлений у номінації "кращий поп-альбом" на преміях Spellmannprisen 2000 року.

## Передісторія та композиція
Альбом був записаний в Лондоні, Швеції та Нью-Йорку, коли Меріон було 14, а Маріт 15. Подруги разом записали більшість пісень в альбомі. «Girl in Your Dreams» була першою піснею, яку коли-небудь писала Меріон Райвен. Вона написала пісню, коли їй було 13 років про хлопця, якого любила, але вона його не цікавила. Дівчата написала понад 30 пісень в очікуванні запису альбому; 16 з них були дійсно записані, а 13 з'явились на американській версії альбому. Одна з невиданих пісень «The Feeling is Gone» вийшла як B-сторона у європейських і японських окремих версіях «Do not Say You Love Me», а також з'явилась в австралійській версії альбому.
У композиції «Our Song» використовується приспів синглу «Too Much Heaven» рок-гурту Bee Gees. Маріт та Меріон не знали про «Too Much Heaven»; приспів був доданий за пропозицією їх продюсера. Коли його запитали про назву альбому, M2M відповіли, що фіолетовий був їхнім улюбленим кольором, і вони хотіли «назву, в якій говорилося б, що альбом – це ми і наші очі».

## Реліз та просування
Альбом вийшов у Європі в середині лютого 2000 року, в США — 7 березня, в усьому світі – до кінця березня, за винятком Швеції, де відправка товару в 20 000 примірників була відкладена протягом чотирьох тижнів через юридичні суперечки з місцевою групою, яка також використовувала назву «M2M».
У грудні 1999 року Warner Music Group, яка володіє Atlantic Records, заявила, що планує продати не менше п'яти-шести мільйонів копій «Shades of Purple». Продажі перевищили один мільйон до вересня 2000 року, хоча інвестори були розчаровані, оскільки вони ще не відновили суму, яку витратили на просування дуету; вони очікували розпаду групи до кінця року.  До січня 2002 року по всьому світі продажі альбому перевищили 1,5 мільйона.
Починаючи з серпня 1999 року M2M багато подорожували і активно виступали задля просування свого дебютного синглу «Do not Say You Love Me», провівши кілька концертів в США та по всій Азії, а також з'явилися в епізоді «Один світ», і виступили в Walt Disney World в лютому 2000 року. M2M продовжували зберігаючи високий авторитет після випуску «Shades of Purple», що з'явився у Top of the Pops в березні 2000 року. Вони вирушили в тур по вищим школам США і гастролювали з Hanson у вересні.

## Відгуки
Entertainment Weekly дав альбому оцінку «B», заявивши, що «точна європейська танцювальна поп-музика M2M – це весело, весело, весело, а за блиском для губ ховається незахищеність, що зачаровує». Хізер Фарес з AllMusic сказала: «В цілому, «Shades of Purple» – сильний дебют від молодої групи, яка як і раніше звучить свіжо і невинно... щось на зразок рідкості в підлітковій поп-музиці». Майкл Паолетті з Billboard дав хороший відгук, сказавши: «13 треків, представлених в альбомі, демонструють «приправлений стиль співу, який, відверто кажучи, є антитезою підліткових почуттів, як у Брітні Спірс».

## Список композицій
| №                    | Назва                       | Автори                                                                                                | Продюсер                                             | Тривалість |
| -------------------- | --------------------------- | --- | ---------------------------------------------------- | ---------- |
| 1.                   | "Don't Say You Love Me"     | - Маріт Ларсен - Меріон Райвен - Джиммі Бралавер - Пітер Цзіццо                                       | - Джиммі Бралавер - Пітер Цзіццо                     | 3:46       |
| 2.                   | "The Day You Went Away"     | - Маріт Ларсен - Меріон Райвен - Метт Роу                                                             | - Джиммі Бралавер - Метт Роу                         | 3:43       |
| 3.                   | "Girl in Your Dreams"       | - Меріон Райвен                                                                                       | - Метт Роу                                           | 3:31       |
| 4.                   | "Mirror Mirror"             | - Dave Deviller - Сіан Госейн - Пем Шейн                                                              | - Deviller - Hosein                                  | 3:21       |
| 5.                   | "Pretty Boy"                | - Bottolf Lødemel - Nora Skaug                                                                        | - David Kreuger - Per Magnusson - Макс Мартін(exec.) | 4:40       |
| 6.                   | "Give a Little Love"        | - Маріт Ларсен - Меріон Райвен - Метт Роу                                                             | - Джиммі Бралавер - Метт Роу                         | 3:59       |
| 7.                   | "Everything You Do"         | - Маріт Ларсен - Меріон Райвен - Lars Aass                                                            | - Джиммі Бралавер - Kenneth Lewis                    | 4:02       |
| 8.                   | "Don't Mess with My Love"   | - Маріт Ларсен - Меріон Райен - Гі Рош - Шеллі Пейкен                                                 | - Джиммі Бралавер                                    | 3:44       |
| 9.                   | "Dear Diary"                | - Маріт Ларсен - Меріон Райвен - Пем Шейн - Грег Веллс                                                | - Джиммі Бралавер                                    | 3:58       |
| 10.                  | "Do You Know What You Want" | - Маріт Ларсен - Меріон Райвен - Full Force                                                           | Full Force                                           | 4:06       |
| 11.                  | "Smiling Face"              | - Маріт Ларсен - Меріон Райвен - Метт Роу                                                             | Метт Роу                                             | 4:15       |
| 12.                  | "Our Song"                  | - Маріт Ларсен - Меріон Райвен - Robert Jazayeri - Sean Mather - Баррі Гібб - Моріс Ґібб - Робін Гібб | Mather                                               | 3:54       |
| 13.                  | "Why"                       | - Маріт Ларсен - Меріон Райвен - Карол Баєр Сагер                                                     | - Джиммі Бралавер                                    | 4:20       |
| Загальна тривалість: | Загальна тривалість:        | Загальна тривалість:                                                                                  | Загальна тривалість:                                 | 51:07      |

### Австралійське видання
| №   | Назва                 | Тривалість |
| --- | --------------------- | ---------- |
| 14. | "The Feeling is Gone" | 3:14       |

## Чарти
| Чарт (2000)     | Найвища позиція |
| --------------- | --------------- |
| (ARIA)          | 63              |
| (Oricon)        | 97              |
| (VG-lista)      | 7               |
| Billboard 200   | 89              |
| Top Heatseekers | 1               |